# 江原功雄
江原 功雄（えはら のりお、1957年1月9日 - ）は、日本の外交官。イスタンブール総領事を経て、2018年から2022年にかけてモーリタニア駐箚特命全権大使。

## 経歴・人物
1980年青山学院大学文学部英米文学科卒業、外務省入省。中東関係や、エネルギー問題などに携わり、2011年外務省中東アフリカ局中東第二課調整官。2013年外務省国際協力局民間援助連携室長。2015年イスタンブール総領事。2018年から2022年にかけて駐モーリタニア特命全権大使を務めた。